# Puya assurgens
Puya assurgens är en gräsväxtart som beskrevs av Lyman Bradford Smith. Puya assurgens ingår i släktet Puya och familjen Bromeliaceae. Inga underarter finns listade i Catalogue of Life.